# Grigor Moldovan
 Grigor Moldovan  (n. 29 decembrie 1939, comuna Vadu Izei, județul Maramureș) este un matematician și informatician român, licențiat în matematică (1963) și doctor în matematică (1972) la Universitatea „Babeș-Bolyai” din Cluj-Napoca, în prezent profesor universitar emerit și conducător de doctorat  la Universitatea „Babeș-Bolyai” din Cluj-Napoca (v. ). Se remarcă prin activități didactice și științifice de pionierat în domeniul informaticii românești. 

## Studii și cariera profesională
Grigor Moldovan a absolvit liceul „Filimon Sîrbu”, actualul colegiu „Dragoș –Vodă” din Sighetu Marmației (1953-1956) și apoi Facultatea de Matematică din cadrul Universității „Babeș-Bolyai” din Cluj-Napoca (1958-1963).
În anul 1972 a obținut doctoratul în matematică, specializarea Calcul și teoria aproximației, la Facultatea de Matematică din cadrul Universității „Babeș-Bolyai” din Cluj-Napoca  sub conducerea științifică a acad. Tiberiu Popoviciu și apoi acad. Dimitrie D. Stancu (v. ).
La absolvirea facultății este repartizat pe bază de medie chiar la facultatea absolvită, unde parcurge întreaga ierarhie universitară existentă la acea vreme: preparator (1963-1964), șef cabinet (1964-1965), preparator II (1965-1966), preparator I (1966-1967), asistent universitar (1967-1975), lector universitar (1975-1977), conferențiar universitar (1977- 1990) și profesor universitar din 1990.

## Funcții manageriale
Director al Centrului de Calcul al Universității "Babeș-Bolyai" din Cluj-Napoca (17 ani), de la înființare, 1975, până în 1992 inclusiv (fără retribuție pentru această activitate). Centrul de Calcul al Universității clujene, deși a funcționat ca unitate în regim de autofinanțare, a fost o bună parte de timp și Centru de calcul zonal al Ministerului Educației și Învățământului (Numit director prin Ordinul nr.923/29 aprilie 1977 al Ministerului Educației și Învățământului).

## Lucrări publicate
Grigor Moldovan a publicat peste 70 de articole științifice în reviste de specialitate și în volumele unor conferințe naționale și internaționale.
Grigor Moldovan este autorul/coautorul a peste 20 de cărți, dintre care se remarcă:
- Scheme logice și programe FORTRAN (Universitatea din Cluj-Napoca, 1973,. reeditată în Ed. Didactică și pedagogică, București, 1976)
- Scheme logice și programe COBOL. Culegere de probleme (în colab., Univ.”Babeș-Bolyai”, Cluj-Napoca, 1979)
- Bazele informaticii II (Univ. Cluj-Napoca, 1985)
- MATH-I.Biblioteca  de programe științifice pentru calculatoarele personale românești.” (în colab., ITCI Software,1987)
- Minicalculatorul CORAL și sistemul de operare MIX (în colab., Univ. Cluj-Napoca,1986)
- Limbaje formale și teoria automatelor. Culegere de probleme (în colab., Univ. ”Babeș-Bolyai” Cluj-Napoca, 1996, reeditată în Ed. Mesagerul, Cluj-Napoca, 1997, reeditată din nou în Ed. Presa Universitară Clujeană, Cluj-Napoca, 2000)
- Descrierea algoritmilor. Teorie și aplicații (în colab., Univ. “1 Decembrie 1918”, Alba Iulia, 1996)
- Limbaje formale și tehnici de compilare (Univ. ”Babeș-Bolyai” Cluj-Napoca, Centrul de formare continuă și învățământ la distanță, Cluj-Napoca, 1999, 106 pag.; ediție nouă 2000)
- Limbaje formale și teoria automatelor (Editura  EduSoft, Bacău, 2005)
- Sisteme distribuite: Modele informatice (în colab., Ed. Universității Agora, 2006),

## Discipoli
- Ioan Dzițac, profesor universitar titular la Universitatea Aurel Vlaicu din Arad și rector la Universitatea Agora din Oradea.
- Bogdan Pătruț, conferențiar universitar titular la Universitatea din Bacău, lector universitar la Facultatea de Informatică din cadrul Universității „Alexandru Ioan Cuza” din Iași